# Othmar Maasmann
Othmar Maasmann OFM (* 23. Januar 1827 in Merfeld  bei Dülmen als Franz Maasmann; † 15. März 1895 in Düsseldorf) war ein deutscher Franziskaner und Ordensoberer.

## Leben
Franz Maasmann trat 1850 in die Sächsische Franziskanerprovinz (Saxonia) ein und erhielt den Ordensnamen Othmar. Die Provinz hatte durch die Säkularisation ab 1803 starke Einschränkungen hinzunehmen; erst ab 1843 war es ihr wieder erlaubt, Novizen aufzunehmen; die Provinz bestand damals noch aus 74 Mitgliedern. Maasmann gehörte zur ersten Generation der neu eingetretenen Brüder. Die Priesterweihe erhielt er 1852. Dann war er von 1855 bis 1857 Novizenmeister in Warendorf und anschließend bis 1861 Lektor der Theologie und Studentenmagister am Studienhaus der Provinz in Düsseldorf. 
Beim Provinzkapitel 1859 wurde Othmar Maasmann zum Stellvertreter des Provinzials (Kustos) gewählt, das Kapitel im Jahr 1861 wählte Othmar Maasmann zum ersten Mal zum Provinzial der Saxonia. Er bekleidete dieses Amt bis 1867 (Amtssitz in Düsseldorf, ab 1862 in Warendorf), dann für weitere Amtszeiten von 1879 bis 1885 von Moresnet im belgischen Exil aus und von 1891 bis 1894 in Düsseldorf. Othmar Maasmann arbeitete in schwieriger Zeit eng zusammen mit Gregor Janknecht, mit dem er sich wiederholt als Provinzial abwechselte, woraus eine förderliche Kontinuität der Entscheidungen resultierte. Im Auftrag der Leitung des Franziskanerordens visitierte er 1889 die Niederländische Franziskanerprovinz und 1891 die Saxonia.
Zwischen seinen Amtsperioden als Provinzial wirkte er von 1867 bis 1868 als Lektor der Theologie in Paderborn, von
1868 bis 1872 und ab 1894 war er Guardian in Düsseldorf und von 1872 bis 1876 und von 1888 bis 1891 Klosteroberer (Präses) in Aachen. Von 1887 bis 1888 war er kurzzeitig erster Präses nach der Wiedereröffnung des Klosters in Münster, wo er Kirche und Kloster vergrößerte.
Als wegen des Kulturkampfes in Preußen die Franziskaner 1875 ihre Klöster verlassen mussten und in neu gegründete Häuser in den Niederlanden und in Belgien umzogen, hatte Maasmann einen großen Anteil an der organisatorischen Abwicklung; alle Brüder reisten über Aachen, wo er Hausoberer war, und erhielten von ihm endgültige Anweisungen. Er selber übernahm das Oberenamt in der neugegründeten Residenz im belgischen Moresnet, wo die Franziskaner mit Zustimmung des Bischofs von Lüttich die Seelsorge in dem Marienwallfahrtsort übernahmen. Von 1876 bis 1879 und von 1885 bis 1887 war er Präses in Moresnet, unterbrochen von seiner zweiten Amtszeit als Provinzial, während der er aber in Moresnet wohnen blieb. Der Erwerb des Grundstücks und der Bau von Kirche und Kloster in Moresnet wurden durch Aachener Wohltäter ermöglicht. Formal kaufte – wegen des Armutsgelübdes der Franziskaner – der Aachener Bürger Wilhelm Joseph Dahmen das Anwesen in Moresnet und überschrieb es 1882 mit päpstlicher Erlaubnis an Pater Othmar Maasmann als Oberen, der damit gesetzlicher Eigentümer der Residenz wurde; damit im Falle seines Todes das Kloster nicht an seine weltlichen Erben fiel, setzte Maasmann testamentarisch den Franziskaner Theodor Raitz von Frenz als Erbberechtigten ein.
Nachdem gemäß Gesetz vom 29. April 1887 den Franziskanern die Rückkehr nach Preußen gestattet worden war, kehrten sie im Jahr 1888 nach Aachen zurück, wo Othmar Maasmann bis 1891 Oberer wurde und ebenfalls ein neues Kloster mit einer Kirche in der Monheimsallee baute.
Das Totenbuch der Saxonia würdigt Pater Othmar Maasmann als „selbstlos, gütig, sich immer gleich und auf Gottes Ehre bedacht; gesucht als Beichtvater und Seelenberater“.